# ميك روك
ميك روك (بالإنجليزية: Mick Rock)‏ هو مصور بريطاني، ولد في 1948 في لندن في المملكة المتحدة.

## وصلات خارجية
- الموقع الرسمي
- ميك روك على موقع IMDb (الإنجليزية)
- ميك روك على موقع ميوزك برينز (الإنجليزية)
- ميك روك على موقع أول ميوزيك (الإنجليزية)
- ميك روك على موقع ديسكوغز (الإنجليزية)
- ميك روك على موقع قاعدة بيانات الفيلم (الإنجليزية)